# Byelyankacin
Byelyankacin ist ein bakterielles Glycosid, dessen Aglycon über eine Isonitril-Funktion verfügt. Die Zucker-Komponente ist α-L-Rhamnose. Dasselbe Aglycon kommt auch noch in Rhabduscin vor.

## Vorkommen
Byelyankacin kommt in mehreren Bakterien-Arten der Gattung Enterobacter vor, darunter Enterobacter carotivor.

## Biosynthese
Die Biosynthese geht von Tyrosin aus. Zwei Gene, isnA und isnB codieren für Enzyme, die dieses zum Aglycon von Byelyankacin umsetzen. Der letzte Schritt ist die Glycosylierung.

## Synthese
Zunächst wird Rhamnose peracetyliert. Durch Umsetzung mit Thiophenol und Bortrifluorid in Toluol entsteht das Phenylsulfanylderivat. Umsetzung mit p-Hydroxybenzaldehyd, N-Iodsuccinimid und Trifluoressigsäure in Dichlormethan ergibt das entsprechende Glycosid. Nach Entschützung der Acetatgruppen mit Natriummethanolat kann durch eine Horner-Wadsworth-Emmons-Reaktion die Vinylisonitrilgruppe des Byelyankacins aufgebaut werden.

## Eigenschaften
Byelyankacin ist ein nanomolarer Inhibitor der Tyrosinase in Pilzen und der Melanogenese in Melanocyten.